# Cassolus fukiensis
Cassolus fukiensis är en skalbaggsart som beskrevs av Vladimir Balthasar 1960. Cassolus fukiensis ingår i släktet Cassolus och familjen bladhorningar. Inga underarter finns listade.